# Amuré
Amuré és un municipi francès situat al departament de Deux-Sèvres i a la regió de la Nova Aquitània. L'any 2007 tenia 437 habitants.

## Demografia

### Població
El 2007 la població de fet d'Amuré era de 437 persones. Hi havia 158 famílies de les quals 30 eren unipersonals (4 homes vivint sols i 26 dones vivint soles), 47 parelles sense fills i 81 parelles amb fills.
La població ha evolucionat segons el següent gràfic:
Habitants censats

### Habitatges
El 2007 hi havia 180 habitatges, 160 eren l'habitatge principal de la família, 11 eren segones residències i 9 estaven desocupats. 178 eren cases i 2 eren apartaments. Dels 160 habitatges principals, 145 estaven ocupats pels seus propietaris, 7 estaven llogats i ocupats pels llogaters i 7 estaven cedits a títol gratuït; 1 tenia una cambra, 10 en tenien dues, 14 en tenien tres, 46 en tenien quatre i 90 en tenien cinc o més. 134 habitatges disposaven pel capbaix d'una plaça de pàrquing. A 52 habitatges hi havia un automòbil i a 100 n'hi havia dos o més.

### Piràmide de població
La piràmide de població per edats i sexe el 2009 era:
| Homes | Edats   | Dones |
| ----- | ------- | ----- |
| 0     | 95 o +  | 0     |
| 0     | 90 a 94 | 4     |
| 0     | 85 a 89 | 8     |
| 0     | 80 a 84 | 0     |
| 0     | 75 a 79 | 0     |
| 16    | 70 a 74 | 0     |
| 8     | 65 a 69 | 20    |
| 4     | 60 a 64 | 8     |
| 12    | 55 a 59 | 12    |
| 0     | 50 a 54 | 8     |
| 28    | 45 a 49 | 16    |
| 12    | 40 a 44 | 16    |
| 12    | 35 a 39 | 16    |
| 16    | 30 a 34 | 8     |
| 0     | 25 a 29 | 0     |
| 12    | 20 a 24 | 4     |
| 8     | 15 a 19 | 32    |
| 16    | 10 a 14 | 8     |
| 8     | 5 a 9   | 20    |
| 4     | 0 a 4   | 8     |

## Economia
El 2007 la població en edat de treballar era de 273 persones, 219 eren actives i 54 eren inactives. De les 219 persones actives 206 estaven ocupades (113 homes i 93 dones) i 13 estaven aturades (2 homes i 11 dones). De les 54 persones inactives 20 estaven jubilades, 16 estaven estudiant i 18 estaven classificades com a «altres inactius».

### Ingressos
El 2009 a Amuré hi havia 158 unitats fiscals que integraven 467 persones, la mediana anual d'ingressos fiscals per persona era de 17.426 €.

### Activitats econòmiques
Dels 9 establiments que hi havia el 2007, 1 era d'una empresa extractiva, 4 d'empreses de construcció, 2 d'empreses de comerç i reparació d'automòbils, 1 d'una empresa financera i 1 d'una empresa classificada com a «altres activitats de serveis».
Dels 3 establiments de servei als particulars que hi havia el 2009, 1 era un paleta i 2 guixaires pintors.
L'any 2000 a Amuré hi havia 14 explotacions agrícoles que ocupaven un total de 896 hectàrees.

## Equipaments sanitaris i escolars
El 2009 hi havia una escola maternal integrada dins d'un grup escolar amb les comunes properes formant una escola dispersa.

## Poblacions més properes
El següent diagrama mostra les poblacions més properes.